# Чепине (Варезе)
Чепине је насеље у Италији у округу Варезе, региону Ломбардија.
Према процени из 2011. у насељу је живело 104 становника. Насеље се налази на надморској висини од 298 м.